# Johannes Goddaeus (Rechtswissenschaftler, † 1642)
Johannes Goddaeus (geboren als Johann Gödde) (* in Dortmund; † 1642 in Steinfurt) war Professor der Rechte an der Hohen Schule in Burgsteinfurt sowie Stadtrichter von Burgsteinfurt und Gograf im Amt Rüschau.
Er war ein jüngerer Vetter des gleichnamigen Johannes Goddaeus aus Schwerte (1555–1632), der in Herborn und Marburg Professor der Rechte wurde.

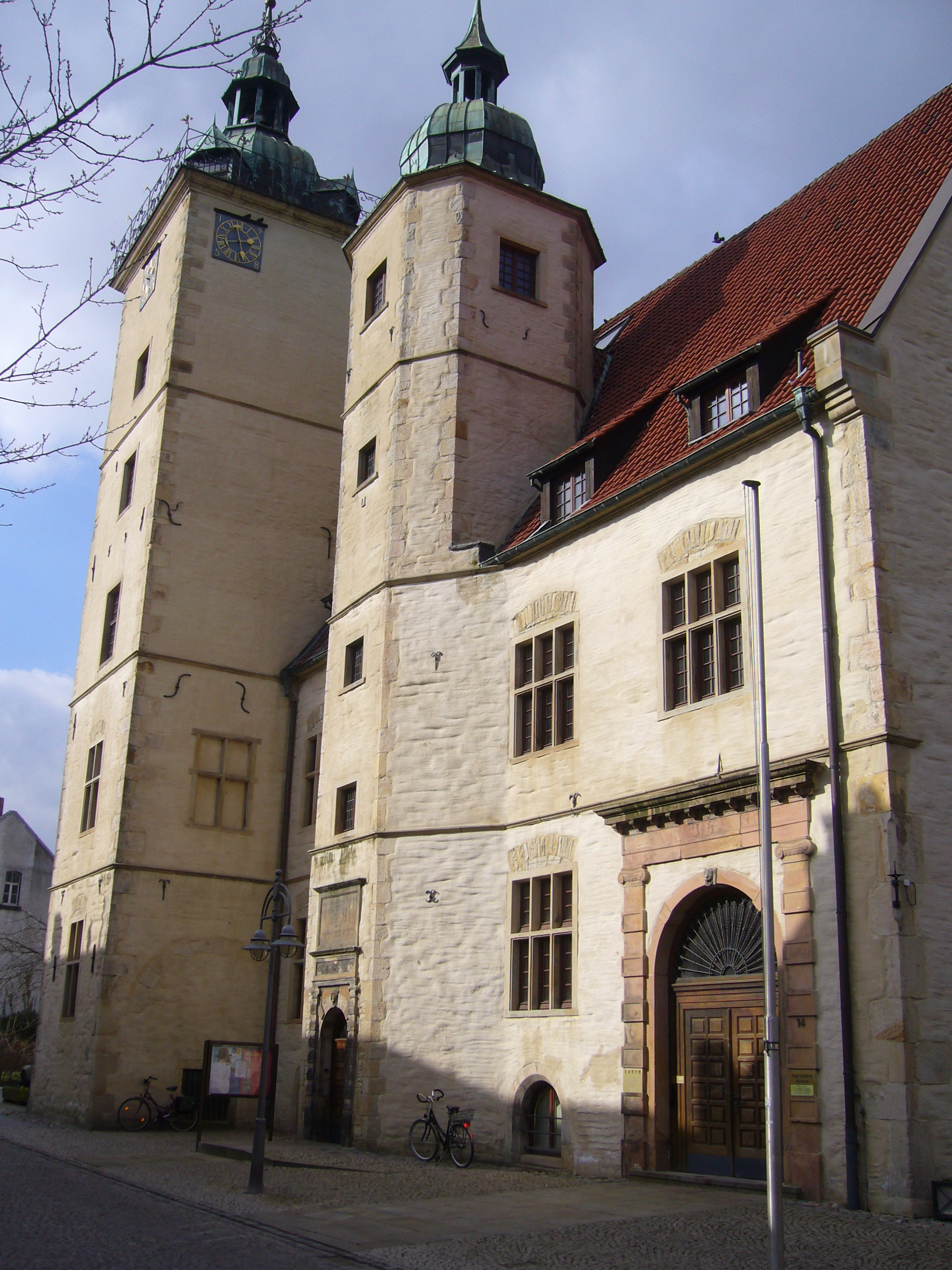
Das Gebäude der Hohen Schule Burgsteinfurt

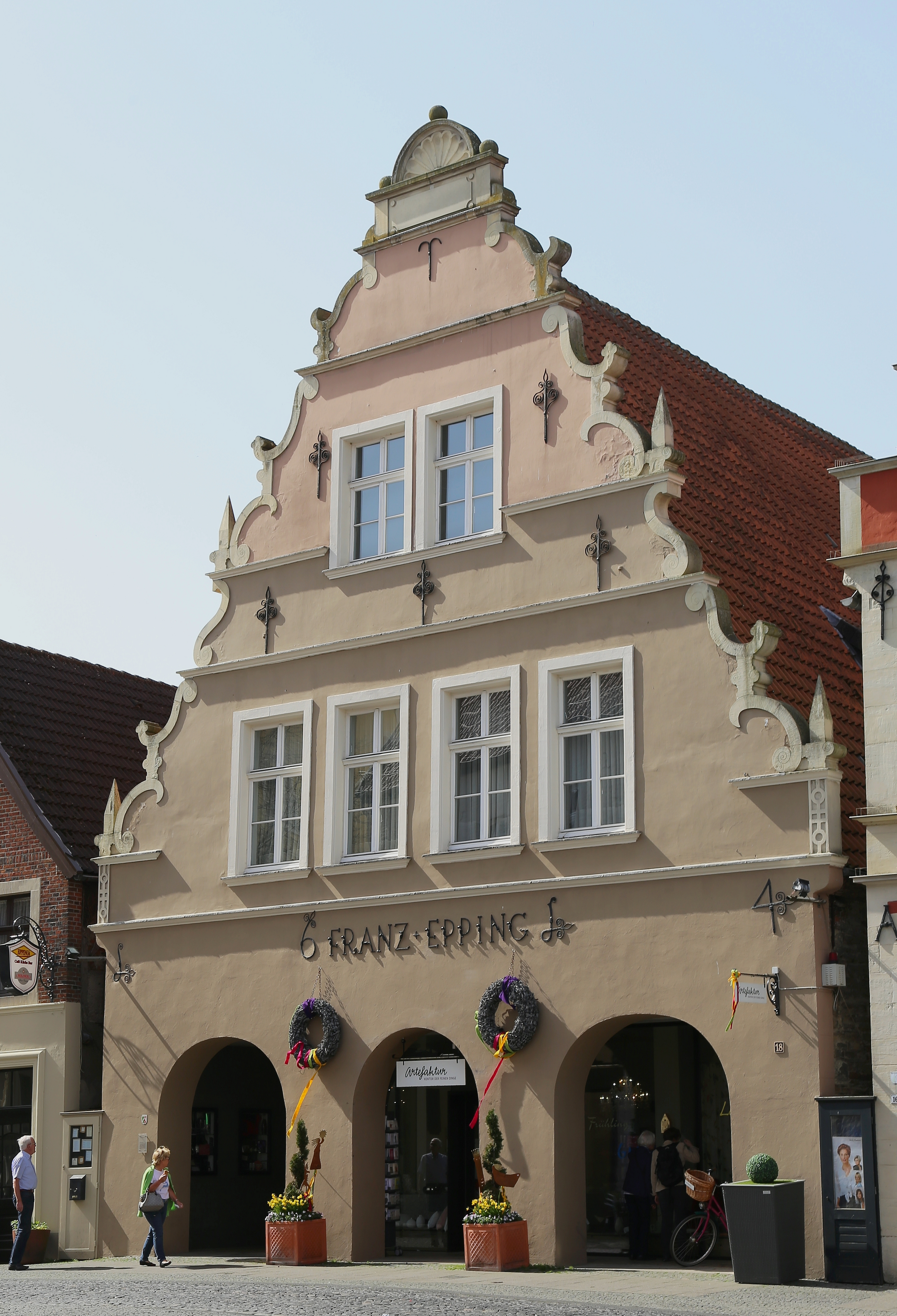
Das 1614 gebaute Wohnhaus von Johannes Goddaeus am Markt

## Herkunft und Jugendjahre
Er war ein Sohn des Dortmunder Kaufmanns Jakob Gödde und dessen Frau Katharina geb. Rupen. Sein Geburtsjahr ist nicht bekannt. Er studierte ab 1588 in Marburg, später an der Hohen Schule Herborn, wo er sich 1592 immatrikulierte. Schließlich immatrikulierte er sich im März 1594 an der Universität in Heidelberg, wo er zum Doktor beider Rechte promovierte. Bald darauf trat er in den Dienst des Grafen Arnold II. (IV.) zu Bentheim-Tecklenburg-Steinfurt (1554–1606) und wurde Hofmeister von dessen Söhnen.

## Richter und Professor in Burgsteinfurt
Von 1607 bis 1640 war Goddaeus, der seinen Namen während seiner Studienzeit der Mode der Zeit entsprechend latinisiert hatte, Stadtrichter in Steinfurt, und von 1609 bis 1640 war er gleichzeitig Gograf im Amt Rüschau; beide Ämter übernahm 1641 sein Sohn Wilhelm Heinrich.
Im Jahre 1610 wurde Goddaeus als „Professor primarius“ einer von zwei Nachfolgern des nach Bentheim gegangenen Rechtsprofessors Johann Pagenstecher an der Steinfurter Hohen Schule, dem „Gymnasium illustre Arnoldinum“. In der Folgezeit amtierte er mehrfach auch als Prorektor der Schule, so im April–Juli 1614, 1617/8, 1623/4 und 1633–38/39. Der Dreißigjährige Krieg hatte wiederholt Auswirkungen auf den Betrieb der Hohen Schule und Goddaeus’ Aktivitäten. 1633/4 musste man wegen der Kriegsgefahr zeitweise nach Gronau ausweichen, 1635 vorübergehend nach Oldenzaal. Nachdem kaiserliche Truppen am 27. Juli 1635 Steinfurt besetzt und sich im Schulgebäude einquartiert und die Schulbibliothek geplündert hatten, bemühte sich Goddaeus mit seinem Kollegen Winand Rutgersius erfolgreich um den Rückkauf eines Großteils der Bücher. 1636/7 reisten Goddaeus und Rutgersius mehrmals auf Rechnung der Schule nach Bentheim, da es Streitigkeiten zwischen den gräflichen Häusern Bentheim und Tecklenburg gab. Und im Juli 1641 reisten sie in Schulangelegenheiten nach Deventer, wohin das Schularchiv wegen des Krieges ausgelagert war.
Johannes Goddaeus starb im November 1642. Das großzügige Renaissancehaus, das er sich im Jahre 1614 am Markt (Nr. 18) in Steinfurt bauen ließ, ist bis heute erhalten.